# صابر کمالوف
صابر کمالوف (انگلیسی: Sobir Kamolov; زاده ۲۳ آوریل ۱۹۱۰ – درگذشته ۶ ژوئن ۱۹۹۰) یک سیاست‌مدار اهل ازبکستان بود.
وی نهمین دبیر کل حزب کمونیست ازبکستان بود که از ۲۸ دسامبر ۱۹۵۷ تا ۱۵ مارس ۱۹۵۹ این سمت را برعهده داشت.
وی همچنین برندهٔ جوایزی همچون نشان لنین شده است.